# Ballinagh
Ballinagh es una localidad situada en el condado de Cavan de la provincia de Úlster (República de Irlanda), con una población en 2016 de 936 habitantes.
Se encuentra ubicada al norte del país, a poca distancia al este del curso alto del río Shannon —el más largo de Irlanda— y al sur de la frontera con Irlanda del Norte.